# Bedarfshalt

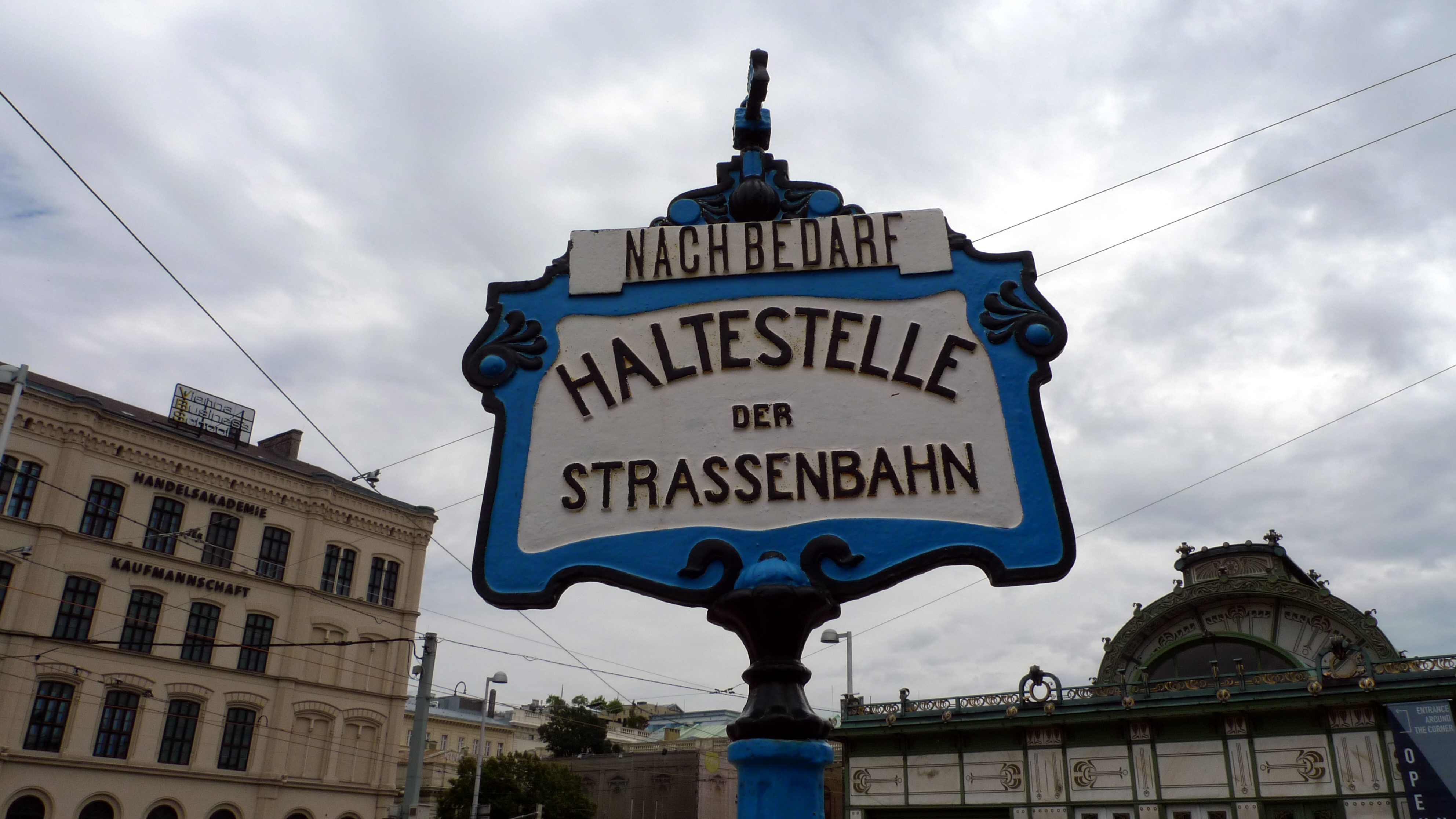
Historisches Bedarfhaltestellenschild der Straßenbahn Wien

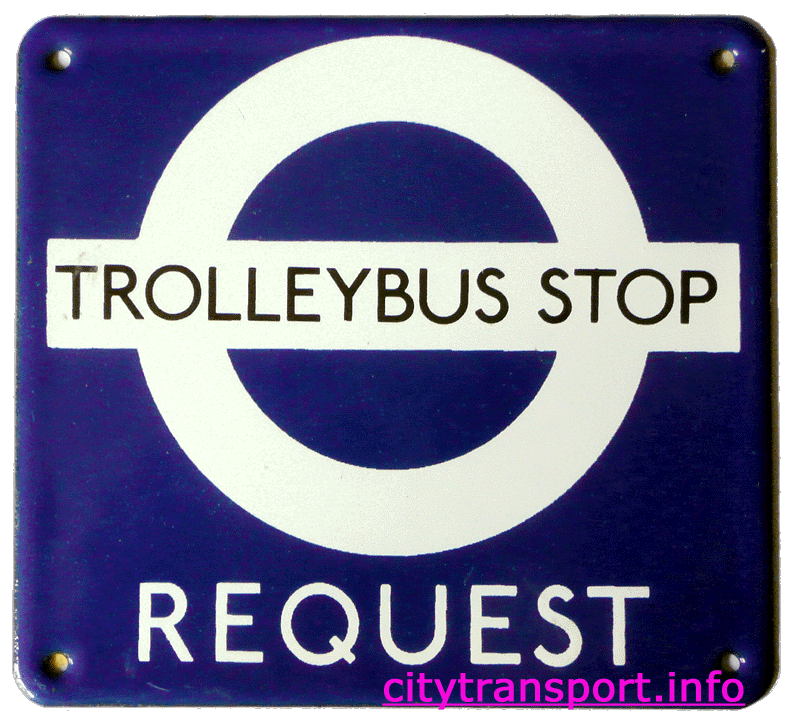
Historisches Trolleybus-Bedarfshaltestellenschild aus London

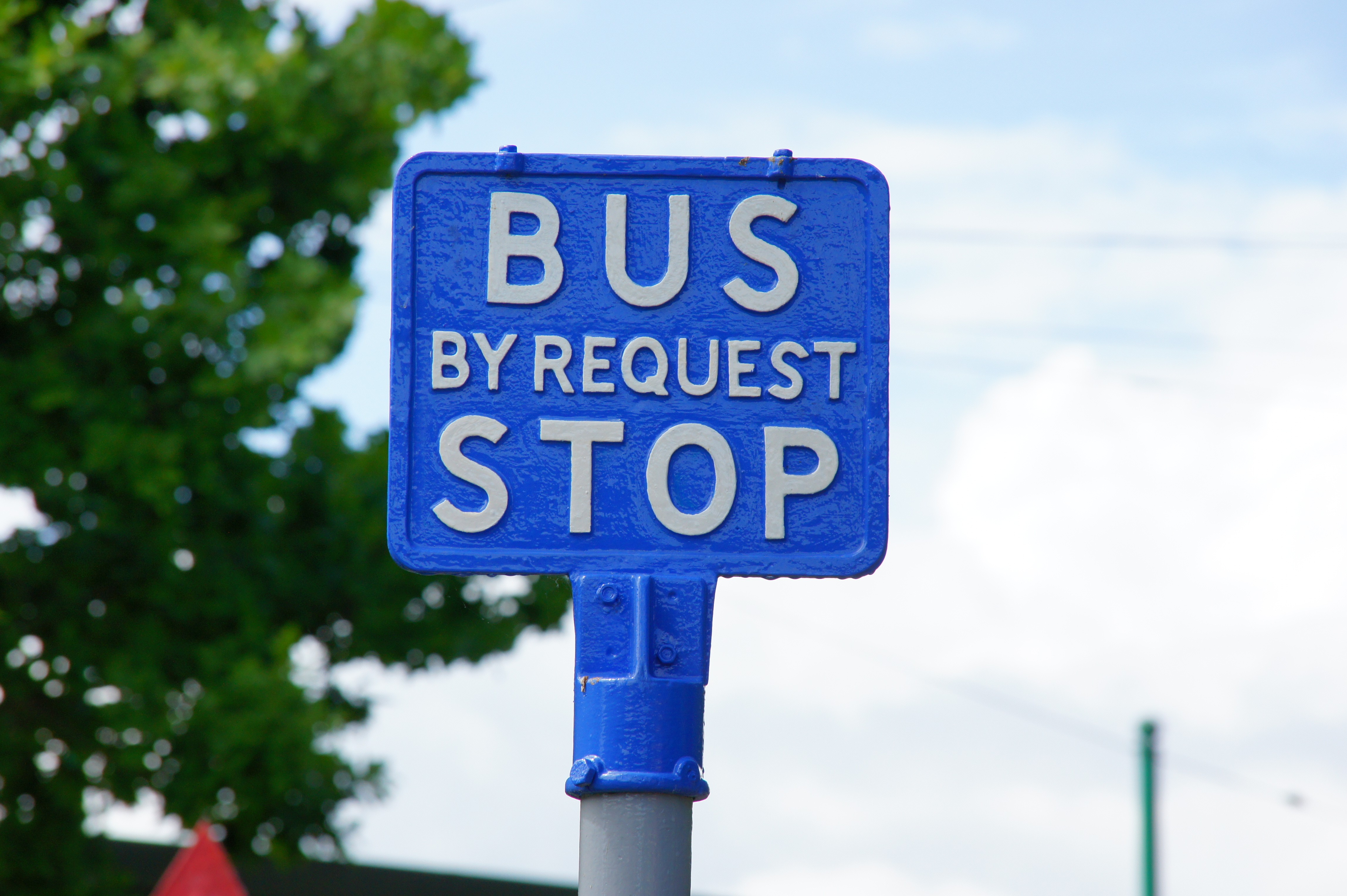
Historisches Omnibus-Bedarfshaltestellenschild aus England

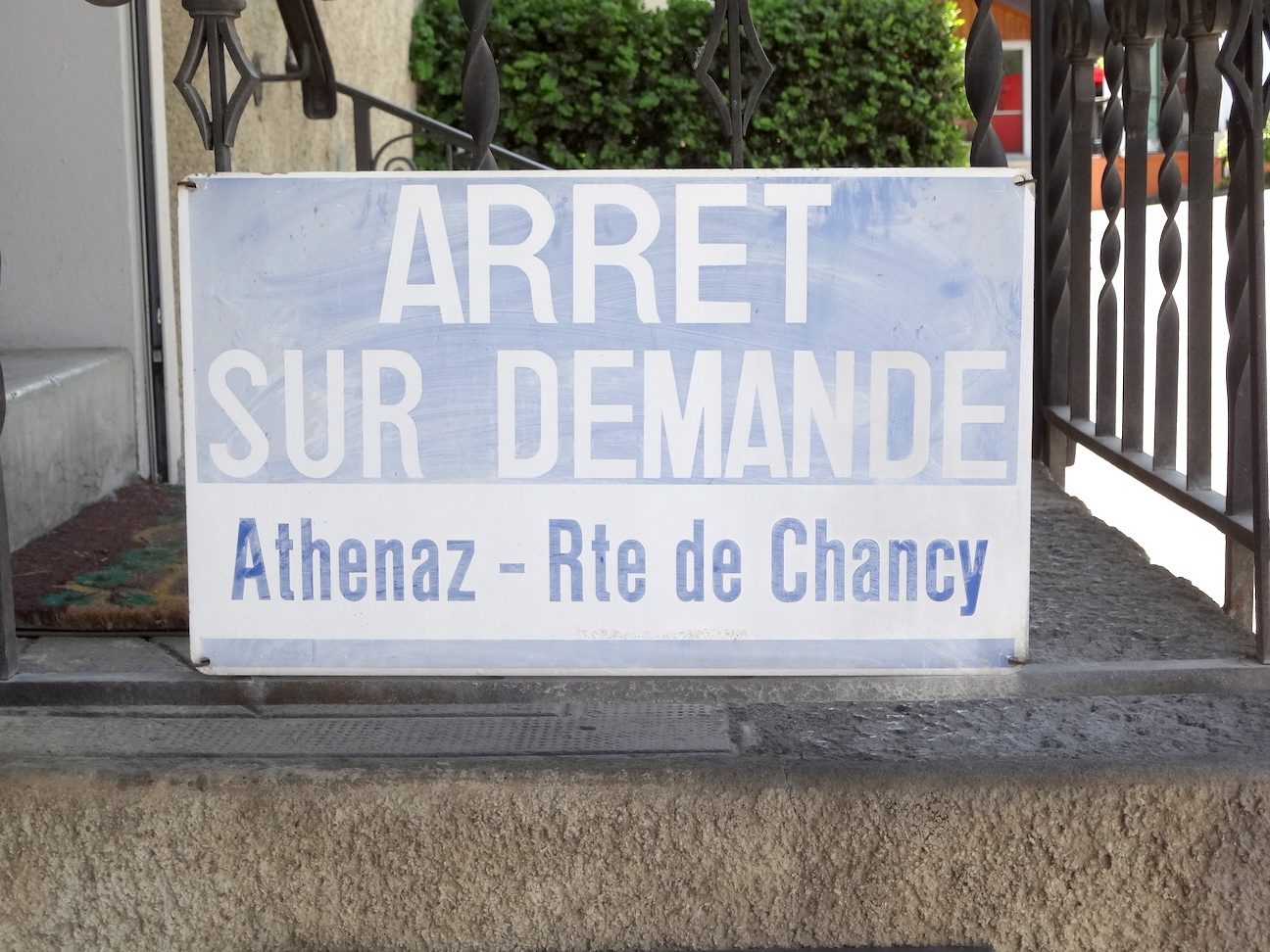
Historisches Omnibus-Bedarfshaltestellenschild aus Genf

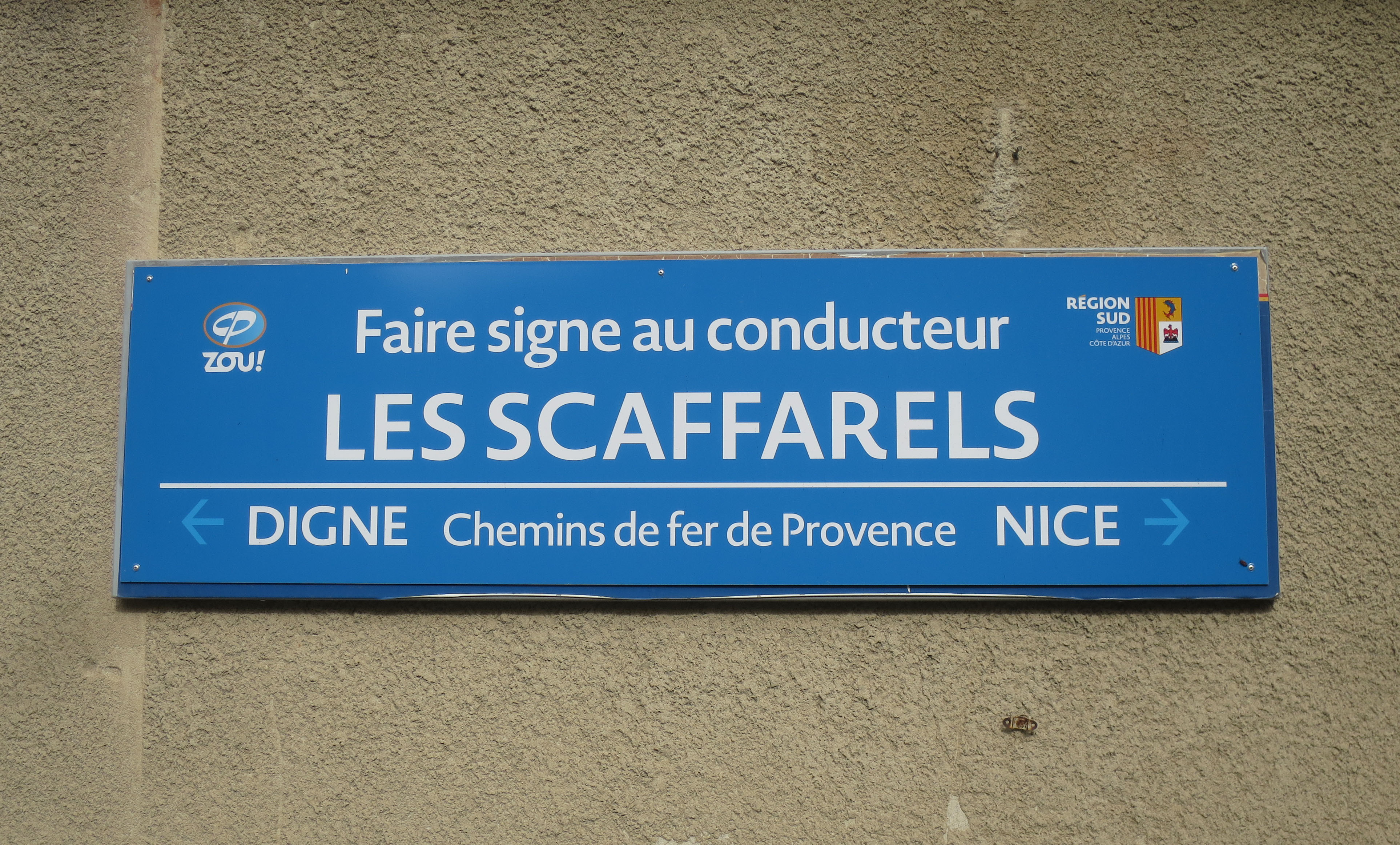
Hinweis am Haltepunkt Les Scaffarels an der Bahnstrecke Nizza–Digne-les-Bains

Ein Bedarfshalt, auch Halt(en) auf Verlangen, Halt(en) auf Wunsch oder fakultative(r) Halt(estelle) genannt, ist eine Haltestelle bzw. ein Haltepunkt, an der bzw. an dem ein Fahrzeug des öffentlichen Personennahverkehrs nur nach Anmeldung eines Haltewunsches durch einen Fahrgast anhält. Bedarfshaltestellen werden meist dann eingerichtet, wenn entweder ein nur geringes Reisendenpotenzial vorhanden ist oder die Haltestelle nur saisonal genutzt wird. Von Vorteil ist die kürzere Reisezeit durch Entfall der Fahrgastwechselzeit, sofern niemand ein- oder aussteigen möchte, ferner der geringere Energieverbrauch, bedingt durch den entfallenden Brems- und Anfahrvorgang. Insbesondere die – vergleichsweise langsam fahrenden – früheren Pferdebahnen kamen dabei häufig ganz ohne feste Zwischenhaltestellen aus. Bedarfshaltestellen steigern auch den Fahrkomfort, da ein Wegfall von Verzögerung und Beschleunigung an Haltestellen, wo nicht gebremst werden muss, zu einem gleichmäßigeren und angenehmeren Reisegefühl führt.

## Abgrenzung
Das Gegenteil eines Bedarfshalts ist die sogenannte Zwangshaltestelle, auch Pflichthaltestelle, ständige Haltestelle, feste Haltestelle, Haupthaltestelle oder – zum Beispiel vor Kreuzungen – Sicherheitshaltestelle genannt.
Auch Haltestellen, die nur zu besonderen Anlässen (z. B. Sportveranstaltungen, vergleiche Haltepunkt Watford Stadium) oder zeitweilig (z. B. nur in den Hauptverkehrszeiten, nur am Wochenende oder nur während der Schulferien), dann aber mit obligatorischem Halt wenigstens einzelner Fahrten, bedient werden, sind keine Bedarfshalte im Sinne der obigen Definition. Einen Sonderfall stellte früher die an der Landesgedächtnisstätte Tummelplatz gelegene Haltestelle Tummelplatz der Innsbrucker Mittelgebirgsbahn dar, die bis 1985 nur im Allerheiligenverkehr am 1. November bedient wurde. Eine ähnliche Regelung gilt für die Haltestelle Rüttenscheider Markt der Straßenbahn Essen, die nur zu den Marktzeiten bedient wird, das heißt nur mittwochs und samstags und auch an diesen Tagen nur vormittags.

## Bedarfshalte für Reisegruppen
Eine Besonderheit sind Bedarfshaltepunkte für Reisegruppen. In diesem Fall hält das Verkehrsmittel dort nur, wenn eine vorher definierte Mindestanzahl von Reisenden ein- oder aussteigen möchte, die diesen Wunsch vorab beim Verkehrsunternehmen angemeldet hat. Oft ist dieses Angebot nur saisonal möglich. Ein Beispiel dafür ist der Haltepunkt Gutach-Freilichtmuseum der Schwarzwaldbahn am Schwarzwälder Freilichtmuseum Vogtsbauernhof.

## Kennzeichnung in Fahrplänen

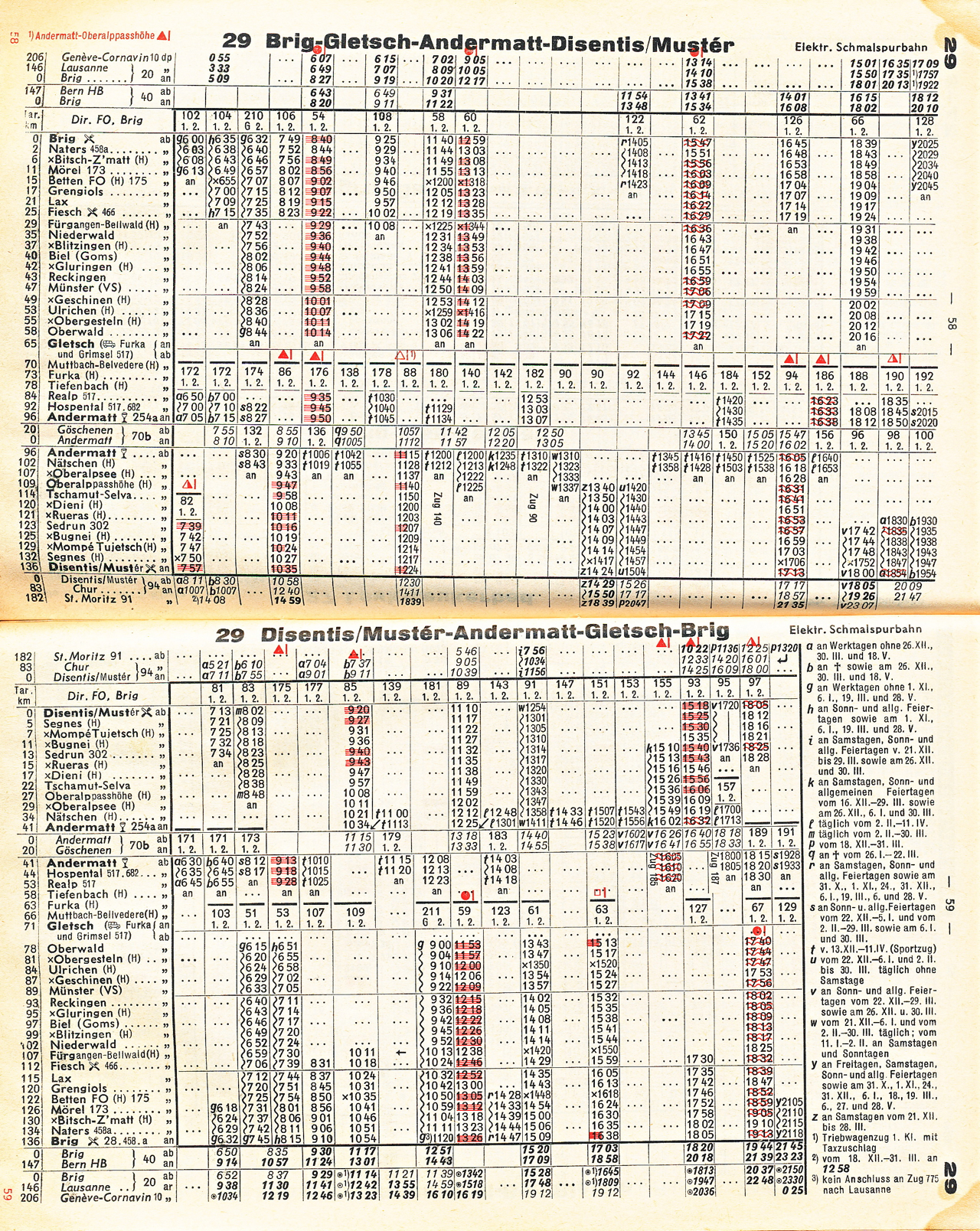
Fahrplan von Brig nach Disentis/Muster mit zehn ständigen sowie zwei zeitweisen Bedarfshalten

In gedruckten Fahrplänen wird der Bedarfshalt bei Eisenbahnen meist entsprechend dem mittlerweile aufgehobenen UIC-Merkblatt 411 „Gestaltung, Inhalt und Aufbau der Kursbücher“ durch ein „X“ vor dem betreffenden Stationsnamen angegeben. Wenn dies nur einen bestimmten Zughalt betrifft, steht in der Fahrplantabelle das X vor der Abfahrtszeit.

## Weitere Kennzeichnung
In Österreich ist es Usus, dass Bedarfshalte als solche im Zug angesagt werden, je nach Triebwagen durch Tonbandansage oder vom Triebwagenführer. So wird z. B. bei den ÖBB von Chris Lohner angesagt: Nächster Halt, next stop XY, Bedarfshalt, zum Aussteigen bitte Haltewunschtaste drücken, on demand stop, press the stop request button in good time if you want to get off., ähnlich bei Stern & Hafferl: Nächster Halt auf Verlangen XY. Zudem ist es – soweit im Fahrzeug vorhanden – auf den Fahrgastinformationsmonitoren im Zug bzw. den Matrixanzeigen für die nächste Station angezeigt, dass es sich um einen Bedarfshalt handelt und, wenn bereits der Haltewunschknopf betätigt wurde, scheint dies dort auf: Zug hält.

## Varianten der Signalisierung
Zur Signalisierung des Haltewunschs gibt es verschiedene Varianten, die von zwei Faktoren abhängen: zum einen davon, ob der Fahrgast einsteigen oder aussteigen möchte, zum anderen vom Fahrzeugtyp.
Möglichkeiten zur Kennzeichnung des Einstiegswunschs:
- Halt auf Sicht: Fahrer sieht den einstiegswilligen Reisenden an der Haltestelle warten. Dies wird meist im Omnibus-, Oberleitungsbus- und Straßenbahnverkehr angewandt. Auch bei langsam befahrenen Eisenbahnstrecken wird diese Methode verwendet.
- Halt auf Signal: Bei vielen Eisenbahn-Bedarfshaltestellen schaltet der Fahrgast ein Signal (im Geltungsbereich der Ril 301 zumeist ein blinkendes Ne 5) ein, das dem Fahrzeugführer den Haltewunsch übermittelt. Dieses Signal kann auch elektronisch übermittelt werden, zum Beispiel von mobilen oder stationären Endgeräten über Mobiltelefonnetzwerke (TCP/IP oder SMS). Die Übertragung von der Bedarfshaltestelle[7] kann direkt an das Fahrzeug oder an einen Server erfolgen, wobei der Server die Weiterleitung an das von der Bestellung betroffene Fahrzeug erfüllen muss.

Von Nachteil können Bedarfshalte sein, an denen mehrere Linien halten. Hierbei muss der Wagenführer in jedem Fall anhalten, wenn Fahrgäste an der Haltestelle stehen, auch wenn diese eigentlich auf den Wagen einer anderen Linie warten. Gleiches gilt, wenn sich an der Haltestelle Passanten aufhalten, die gar keine Reiseabsicht haben, sondern lediglich auf jemanden warten oder Schutz vor Regen suchen. Aus den genannten Gründen müssen beispielsweise bei der flämischen Verkehrsgesellschaft De Lijn einsteigewillige Fahrgäste ihre Hand heben, damit das einfahrende Fahrzeug auch tatsächlich anhält.
Möglichkeiten zur Kennzeichnung des Ausstiegswunschs:
- Halt auf Knopfdruck: In den meisten Straßenbahnwagen, Oberleitungsbussen, Omnibussen und modernen Eisenbahn-Triebwagen kann der Fahrgast dem Fahrzeugführer durch Drücken eines Signalknopfs seinen Ausstiegswunsch übermitteln. Meist leuchtet nach dem Drücken des Knopfes ein Signalschild „Wagen hält“ oder ähnlich, durch das angezeigt wird, dass das Drücken erfolgreich war bzw. weitere Fahrgäste nicht ebenfalls drücken müssen, mitunter kombiniert mit einem akustischen Signal, das auch die Aufmerksamkeit des Fahrers wecken soll. Teilweise reicht auch das rechtzeitige Drücken der Türöffnungstaste um den Haltewunsch anzumelden. In früherer Zeit wurde statt der elektrischen Druckknöpfe auch eine unter der Decke des Fahrzeugs gespannte Schnur, die sog. Klingelleine verwendet, die die Fahrgäste kurz nach unten ziehen mussten, um das Signal zu geben.
- Halt auf mündliche Anfrage: Insbesondere auf Bahnstrecken, die von älteren Triebwagen oder Zügen befahren werden, muss der Fahrgast seinen Ausstiegswunsch dem Schaffner oder dem Triebfahrzeugführer mündlich übermitteln. Während Stadt- und Regionalbusse heute praktisch immer über eine Haltewunschanlage (Stopp-Knöpfe) verfügen, fehlen diese oft in Kombibussen, die für Kurzreisen und weitere Überlandstrecken gleichzeitig tauglich sind sowie in sehr alten Überlandbussen.

## Ausstieg zwischen zwei Stationen
Verschiedene Verkehrsunternehmen bieten ihren Fahrgästen an, auf Wunsch auch zwischen zwei regulären Stationen aussteigen zu können – sofern das Fahrpersonal die zusätzliche Halteposition als verkehrssicher einstuft. In neuerer Zeit wurde dies im Außenbereich von Großstädten eingeführt, so zum Beispiel 1990 bei der Pinneberger Verkehrsgesellschaft (PVG) ab 19 Uhr und ganztags an den Wochenenden. Dies wird heute so bei den Buslinien außerhalb der Innenstadtgebiete im Hamburger Verkehrsverbund (HVV) angeboten. Bei den Stuttgarter Straßenbahnen (SSB) ist dies erst ab 21 Uhr auf allen Buslinien außerhalb der Innenstadt möglich. Schon bei der Stuttgarter Pferdebahn galt eine ähnliche Regelung. Diese führte zwar 1878 feste Haltestellen ein, hielt aber auf Wunsch der Fahrgäste auch weiterhin an jedem Punkt der Strecke an.
In dünnbesiedelten Regionen besteht mitunter auch bei der Eisenbahn die Möglichkeit, auf offener Strecke ein- und auszusteigen. So bietet dies beispielsweise VIA Rail Canada an, beim sogenannten „Flag-Stop“ müssen einsteigewillige Fahrgäste mit einer Flagge oder einem Licht winken.

## Galerie

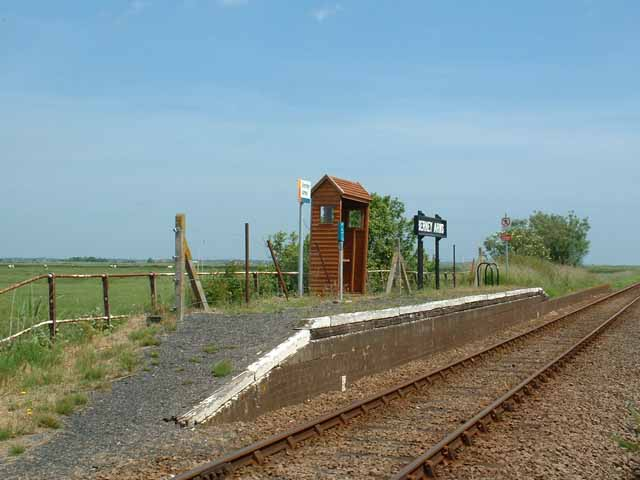
Bedarfshaltepunkt Berney Arms in Großbritannien
Signalknopf für Haltewünsche in einem Citaro der Stadtwerke Bamberg
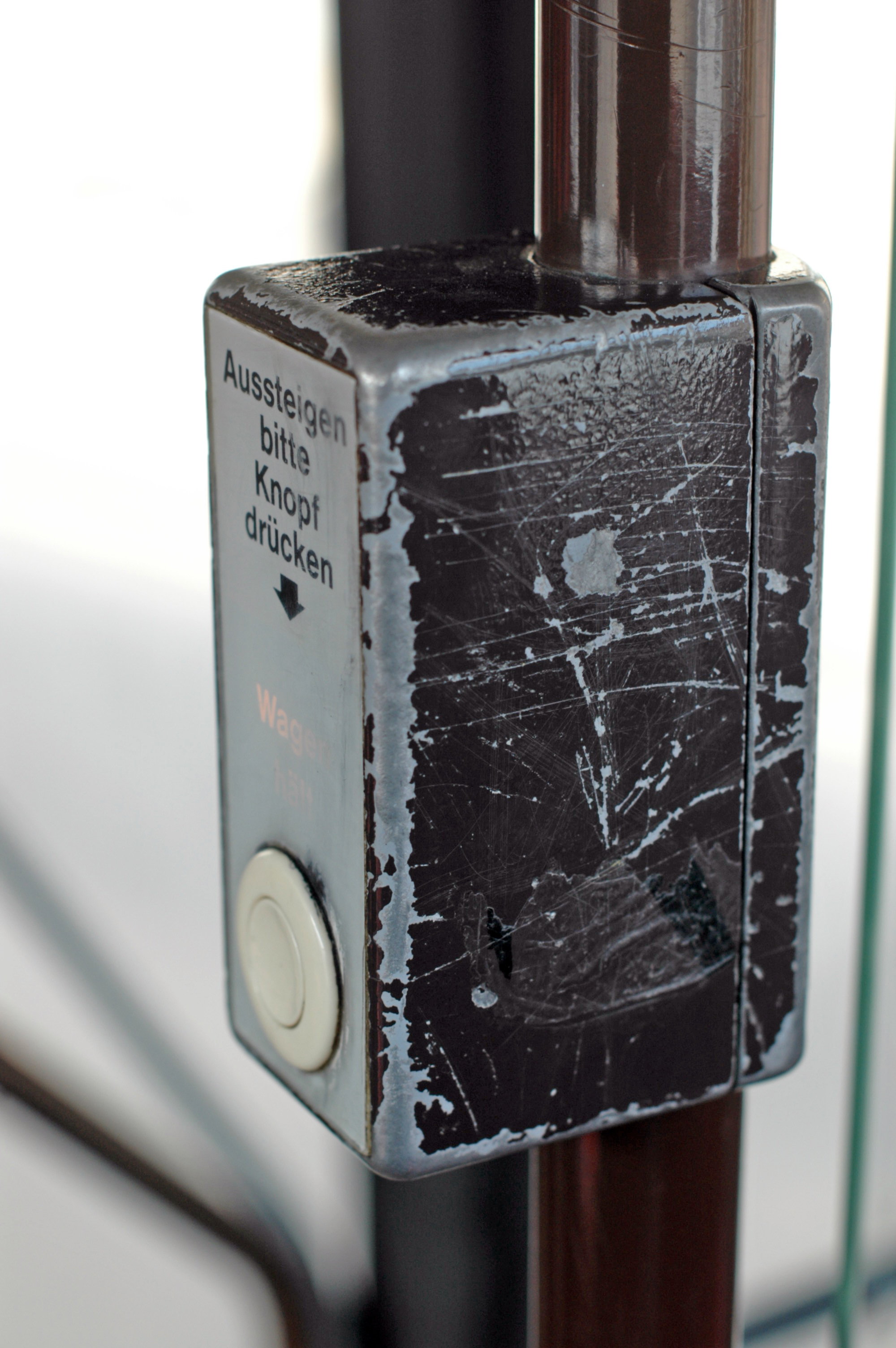
Kombinierte Taste für Haltewunsch und Türöffnung beim Oberleitungsbus Eberswalde
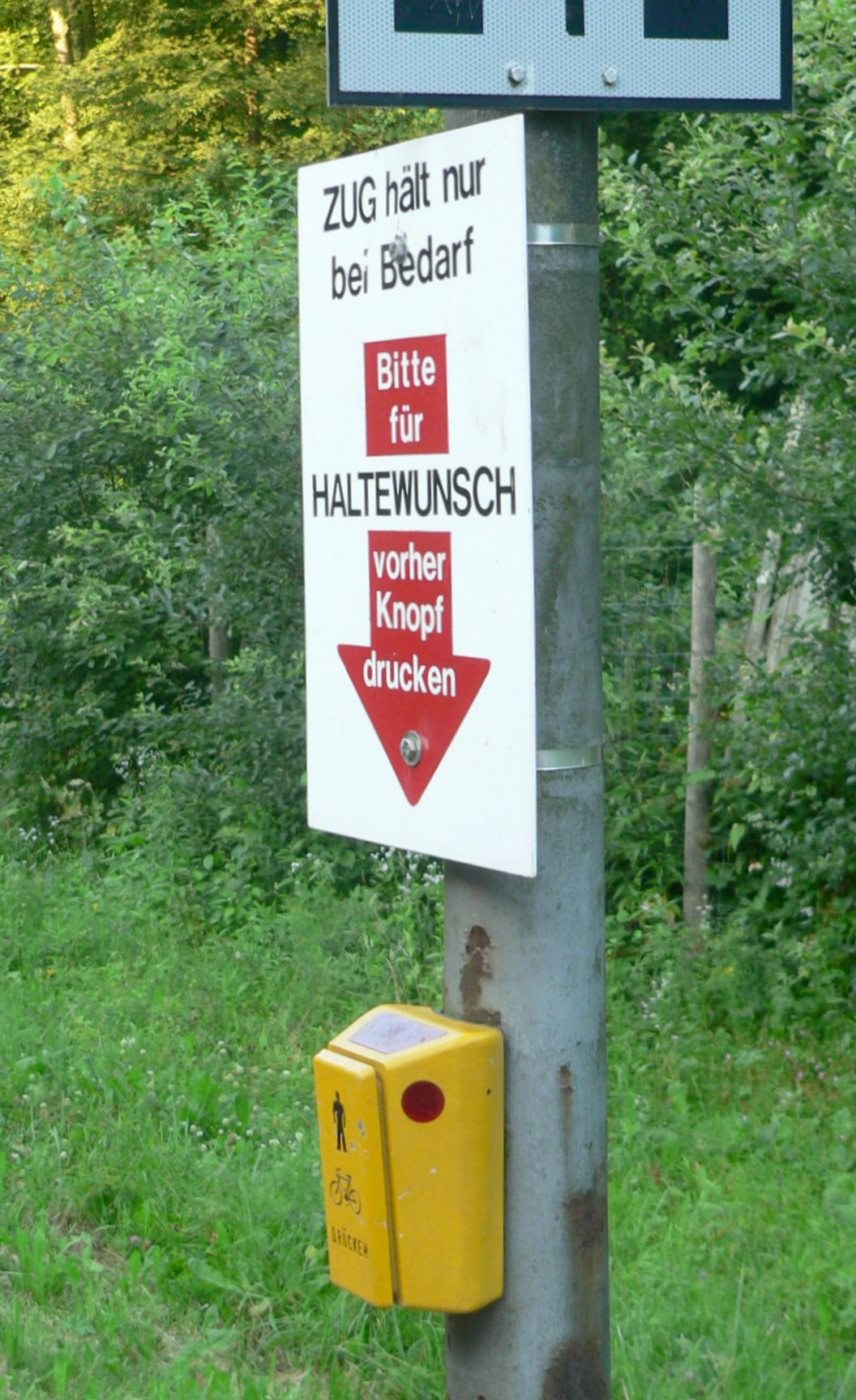
Signalknopf für Haltewünsche an einer Station der Albtalbahn
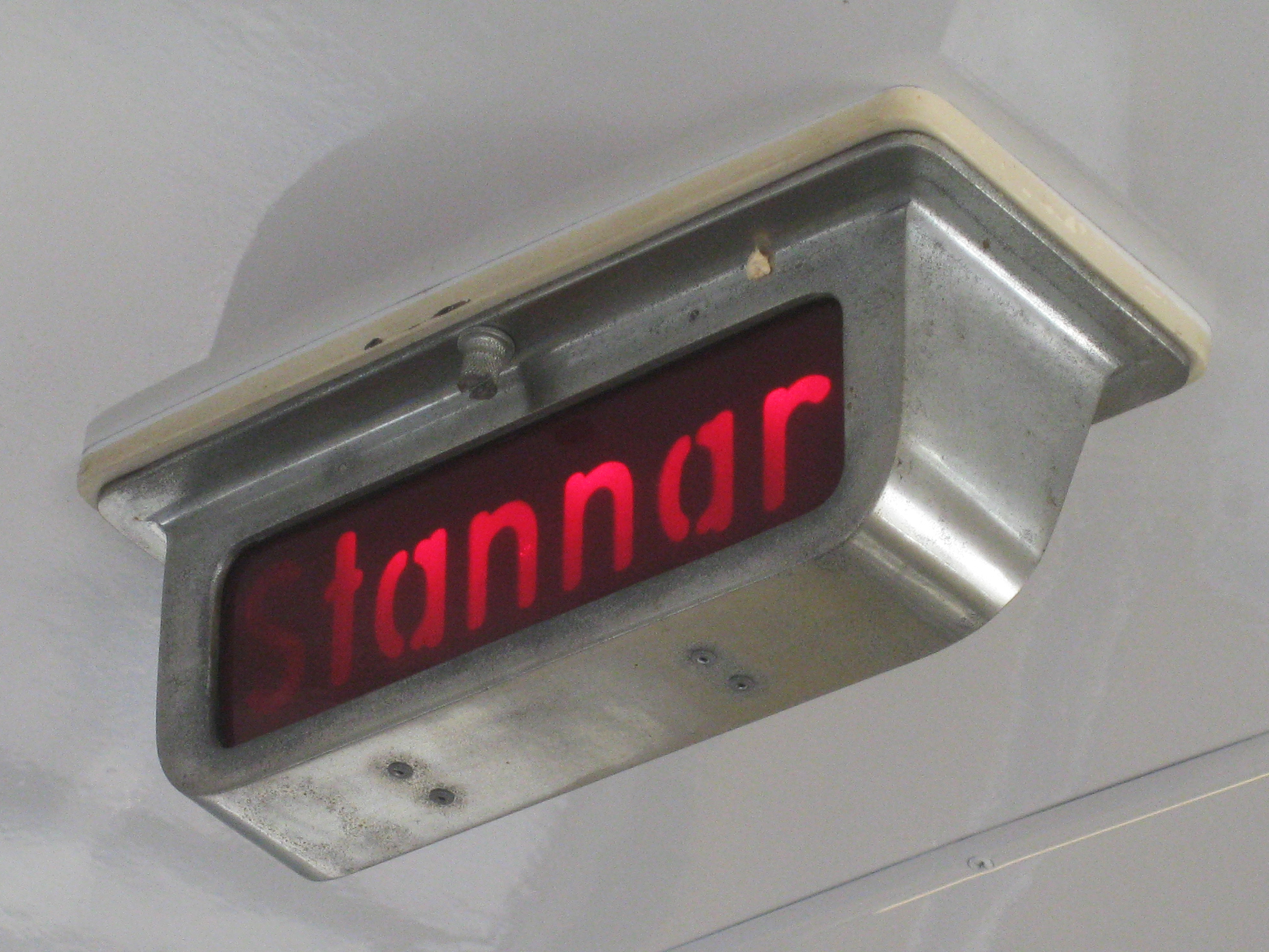
Straßenbahn Göteborg: Anzeige nach erfolgter Haltanforderung durch einen Fahrgast. „Stannar“ bedeutet „Hält“.
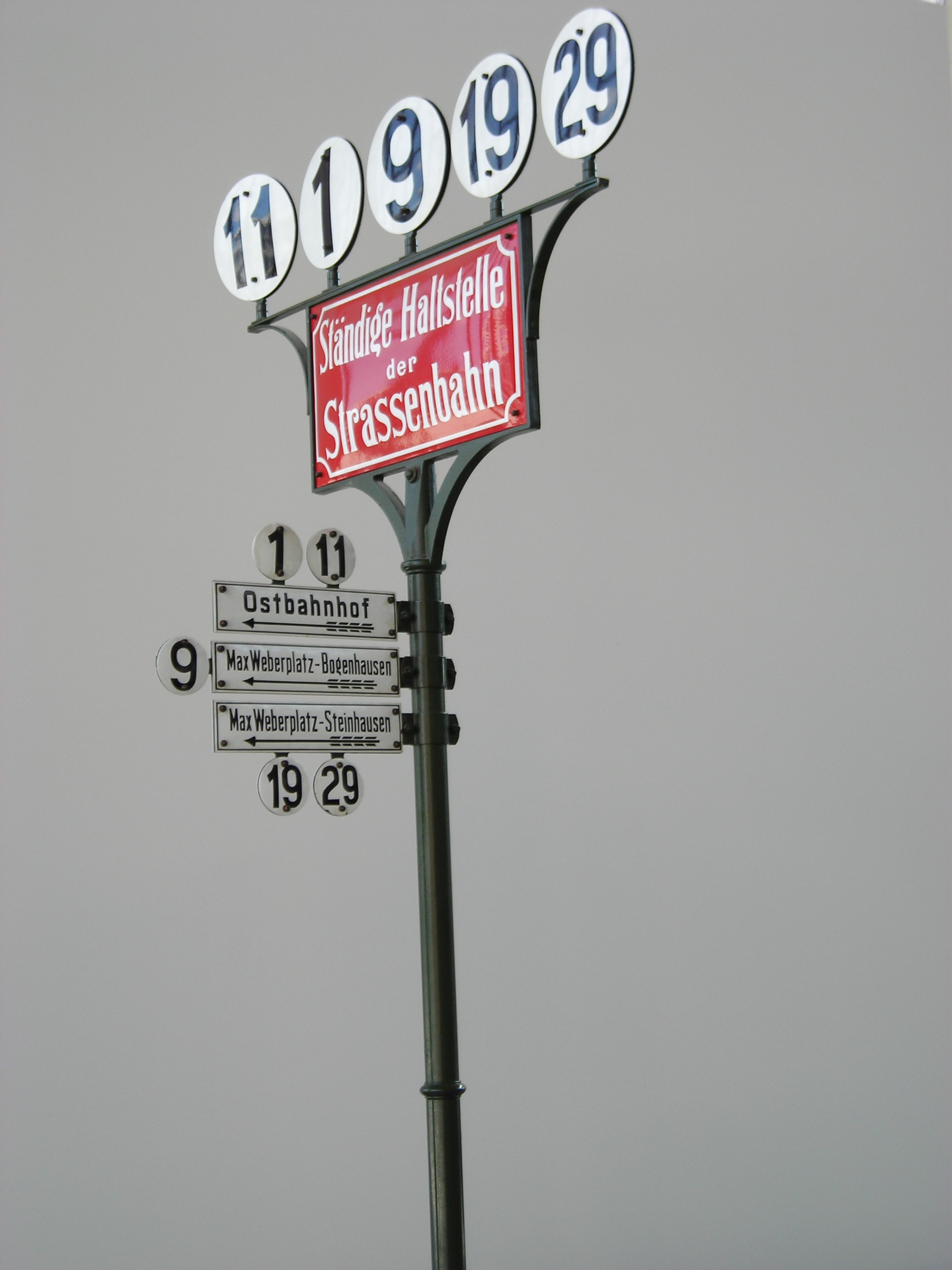
Die Bezeichnung Ständige Haltestelle weist ausdrücklich darauf hin, dass es sich nicht um eine Bedarfshaltestelle handelt.
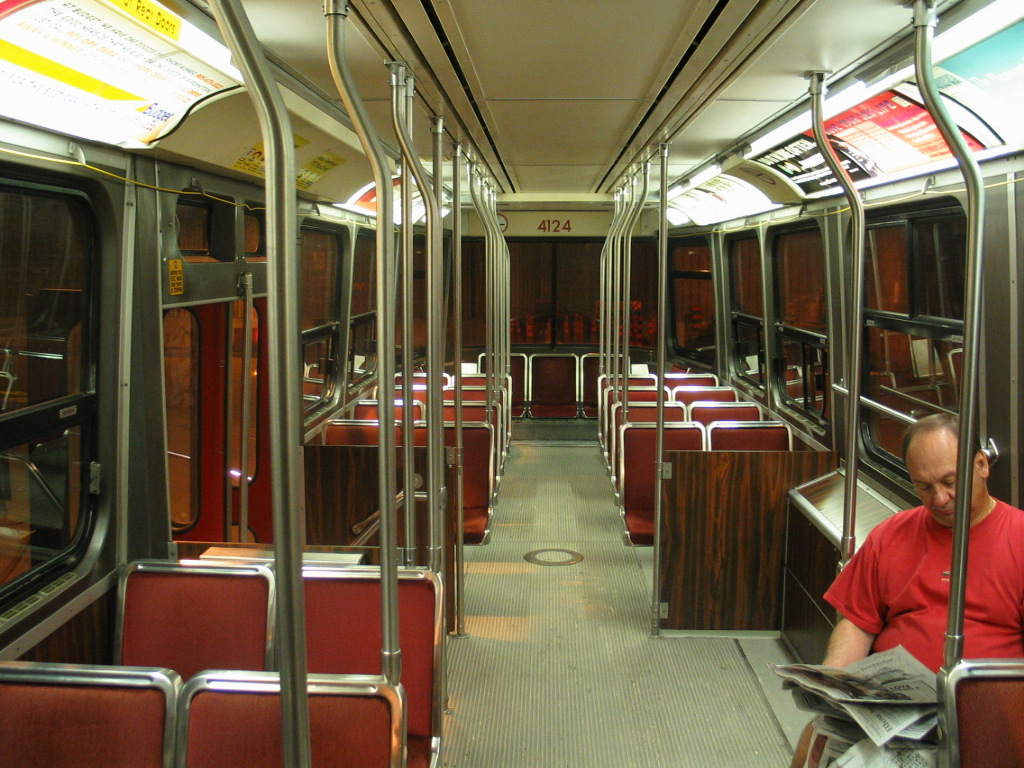
Bei der Straßenbahn Toronto muss der Fahrgast seinen Haltewunsch dem Fahrer per Klingelleine übermitteln
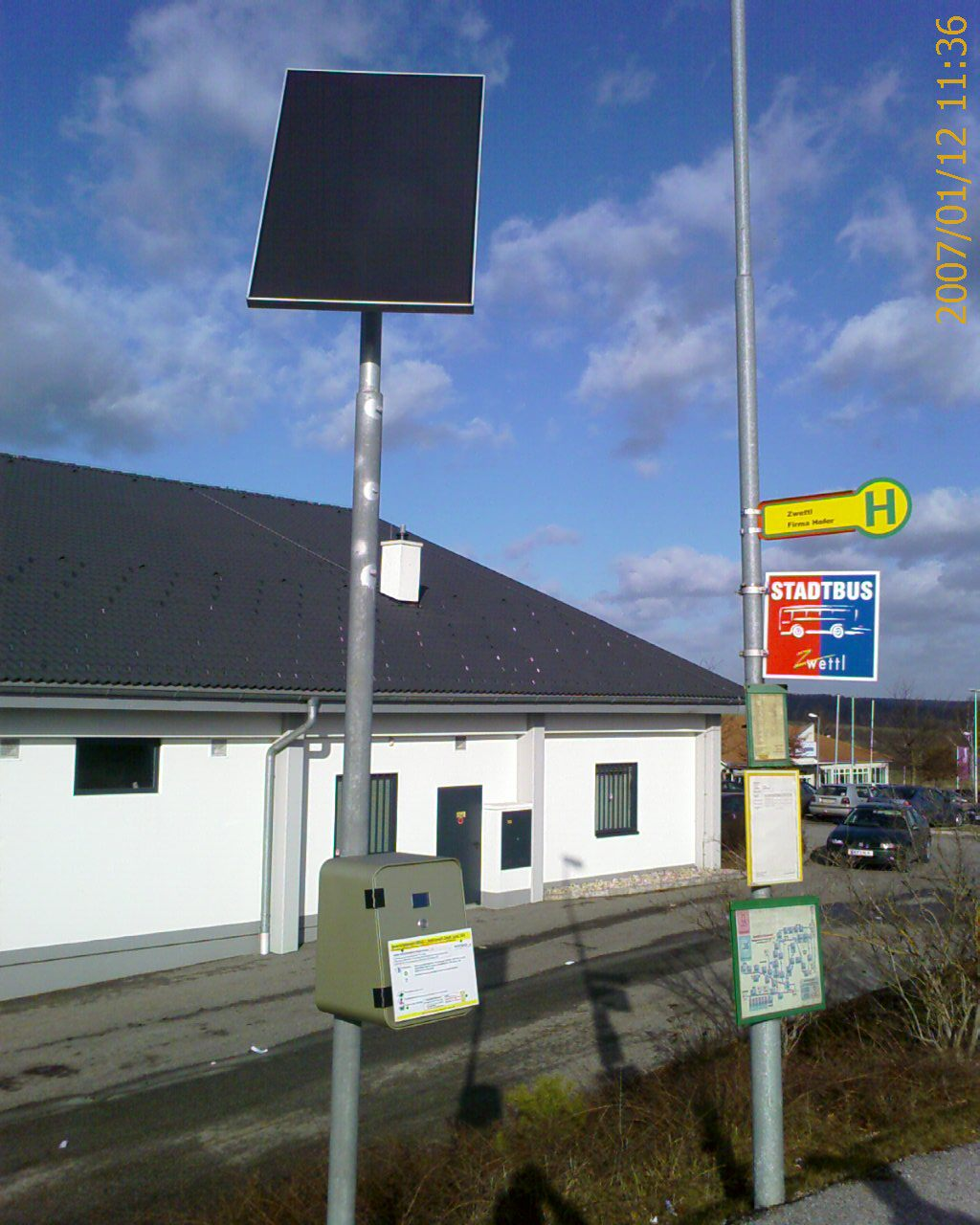
Bedarfshaltestelle beim Stadtbus Zwettl – errichtet von ÖBB-Postbus. Die Bedieneinrichtung ist autonom versorgt mit PV-Modul und lädt selbständig Fahrplanupdates vom ÖBB Fahrplansystem.
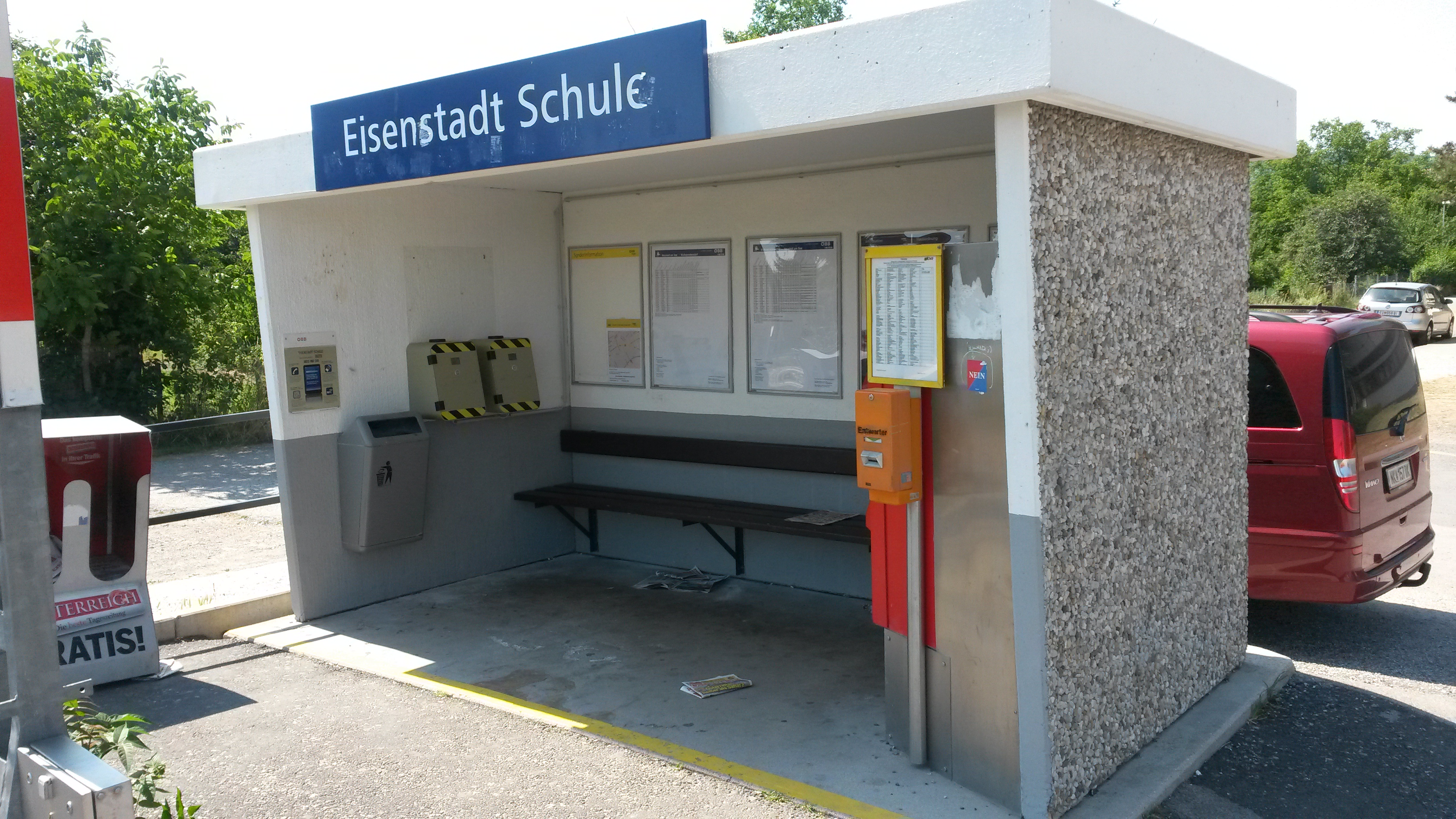
Bedarfshaltestelle an der Eisenbahnstrecke Neusiedl – Eisenstadt beim ÖBB Personenverkehr
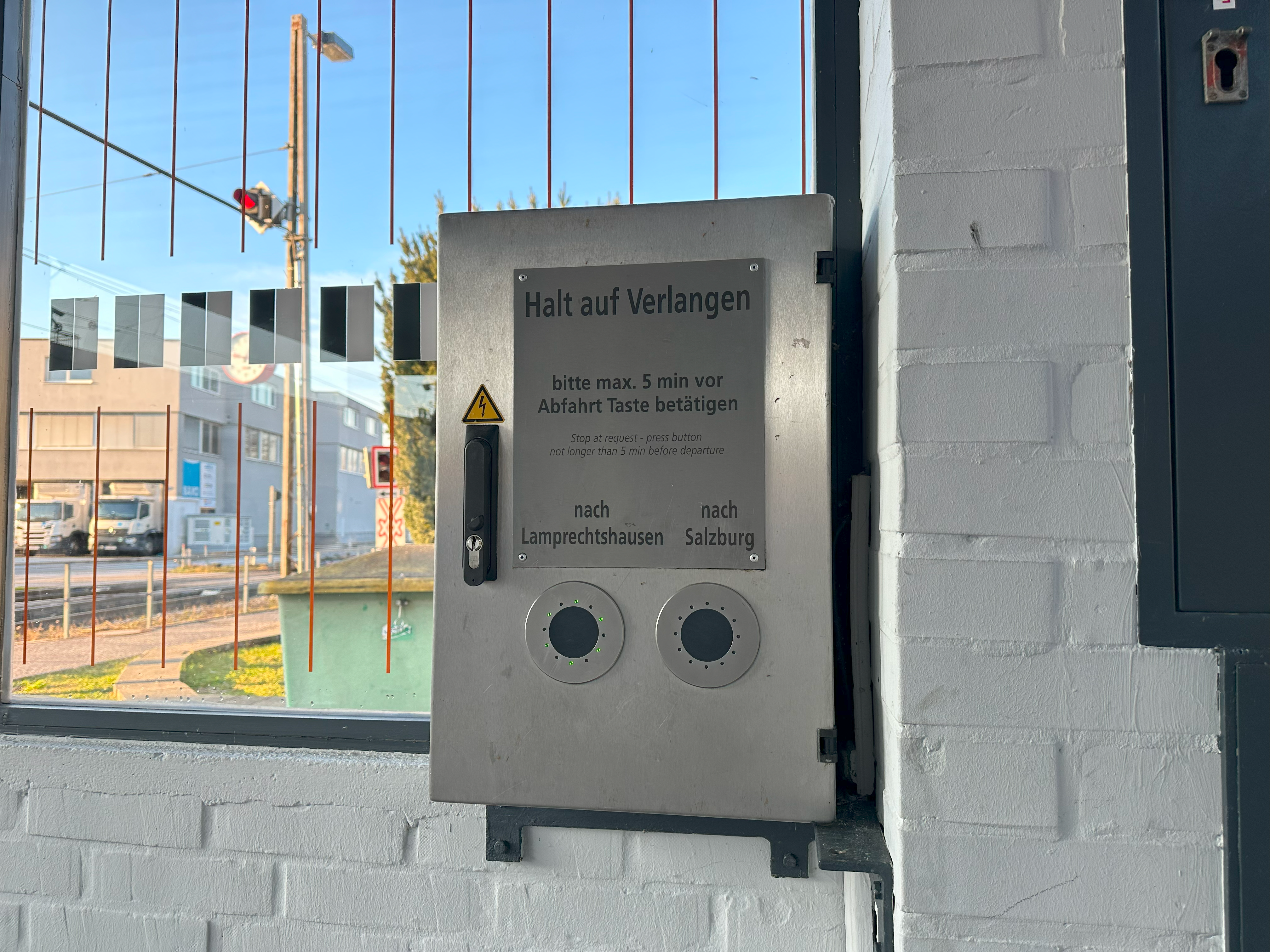
Halt auf Signal bei der Bedarfshaltestelle Bergheim bei Salzburg